# On the Radio (canción de Donna Summer)
«On the Radio» es una canción de Donna Summer lanzada en noviembre de 1979 por el sello discográfico Casablanca Records. Fue escrita para la banda sonora de la película Foxes, e incluida en el primer disco recopilatorio internacional de Summer On the Radio: Greatest Hits Volumes I & II. 
Fue lanzada como primer sencillo del álbum doble y se convirtió, en febrero de 1980, en su décimo éxito entre los diez primeros en los Estados Unidos. Alcanzó el número cinco en el Billboard Hot 100 y el número nueve en la lista Hot Soul Singles. La canción entró en la lista Billboard Dance Club Songs, donde alcanzó el número ocho.  En Canadá, alcanzó el número uno el la lista RPM Adult Contemporary y el dos en la RPM Top Singles. 
Como dato curioso, la letra de la canción menciona otro reciente éxito de la música disco, "Love Is In The Air" de John Paul Young. 

## Versiones oficiales
- "On the Radio" - (Versión sencillo) - 4:00
- "On the Radio" - (On the Radio: Greatest Hits Vol. 1 y 2. Version) - 5:50
- "On the Radio" - ("Foxes", banda sonora versión sencillo) - 7:34
- "On the Radio" - (versión piano instrumental de "Foxes", banda sonora) - 4:27

## Posicionamiento en listas
| Listas (1979-1980)                     | Máxima posición |
| -------------------------------------- | --------------- |
| Alemania (Offizielle Deutsche Charts)  | 34              |
| Australia (Kent Music Report)          | 36              |
| Bélgica (Flandes) (Ultratop 50)        | 25              |
| Canadá (RPM Adult Contemporary)        | 1               |
| Canadá (RPM Top Singles)               | 2               |
| España (Los 40)                        | 9               |
| Estados Unidos (Adult Contemporary)    | 26              |
| Estados Unidos (Hot Dance Club Songs)  | 8               |
| Estados Unidos (Billboard Hot 100)     | 5               |
| Estados Unidos (Hot R&B/Hip-Hop Songs) | 9               |
| Estados Unidos (Cash Box Top 100)      | 4               |
| Irlanda (IRMA)                         | 18              |
| Nueva Zelanda (Recorded Music NZ)      | 32              |
| Noruega (VG-lista)                     | 6               |
| Países Bajos (Dutch Top 40)            | 20              |
| Países Bajos (Mega Single Top 100)     | 27              |
| Portugal (Musica & Som)                | 10              |
| Reino Unido (UK Singles Chart)         | 32              |

## Personal
- Todas las voces y letra de Donna Summer
- Música escrita por Giorgio Moroder
- Producido por Giorgio Moroder

## Otras versiones
- En 1983, una versión de la cantante de country Emmylou Harris fue incluida en su álbum White Shoes.
- La canción fue versionada en 1995 por Selena quien la interpretó junto con Last Dance, I Will Survive y Funkytown en su último concierto llevado a cabo solo un mes antes de morir asesinada a manos de la presidenta de su club de fanes.
- En 1999, el cantante y compositor sueco Bosson incluyó un cover de la canción en su álbum The Right Time.
- En 2001 la actriz inglesa Martine McCutcheon versionó "On the Radio" y la lanzó como el segundo sencillo de su segundo álbum Wishing, llegando al número siete en la UK Singles Chart del Reino Unido.
- En 2006, la canción fue grabada por la cantante y actriz filipina Regine Velásquez en su álbum Covers Vol. 2.
- En 2008, fue grabada por el cantante filipino Jaya en su álbum Cool Change.
- En 2010, la banda de rock alternativo Hypnogaja lanzó una versión acústica. La grabación ganó el premio a Mejor interpretación Vocal Masculina en el Hollywood Music In Media Awards (HMMA) 2010.
- En 2010, Jennifer López grabó una versión de la canción producida por Boy George para su álbum Love? pero no fue utilizada en la edición final del disco, a pesar de los excelentes reviews que recibió.[18] López había realizado previamente la canción en la película Selena (1997) donde interpretó a Selena quien había cantado esta canción en su último concierto celebrado el 26 de febrero de 1995.
- La cantante alemana Michelle grabó un cover de la canción bajo el nombre de "Tanja Tomás" en 2006 en su álbum Mi Pasión.